# 探検ドリランド
『探検ドリランド』（たんけんドリランド、Driland）は、GREEで配信されているソーシャルゲーム。テレビアニメ化もされた。

## 概要
配信開始当初は架空の島「ドリランド島」に眠る財宝を探すべく、ドリルで穴を掘り、探知機で宝を探し、ハンマーで岩を砕き宝を手に入れるゲームであった。
2011年5月17日より現在の『トレジャーハンター』が配信され、それまでのドリランドは「旧ドリランド」とされた。その後2011年7月31日に『トレジャーハンター』をベースとした新ゲームへのリニューアルが行われ、旧ドリランドは終了となった。しかし新ドリランドとされたトレジャーハンターのゲーム内容は、旧ドリランドとは大幅に異なるものであったため、実質名前だけを拝借して別ゲームに差し替えたものと言ってよい。また、リニューアル前にユーザーが購入したアイテムは課金アイテムも含め全て消滅となり、新ドリランドへの引継は行われなかった。
CMではTOKIOがイメージキャラクターに起用される。
現在探検ドリランドは日本語の他にも英語版の配信も行われている。

## 遊び方
ハンターカードを使い、ダンジョンを探検して、財宝やカードを発掘したり、モンスターとの戦闘やボスを倒し、ステージをクリアするという主旨である。
実際の操作としては、携帯のボタンを押すとダンジョンを進行したことになる。ダンジョンを進むごとに、お宝やガラクタを見つけたり、ハンターカードや武器アイテムカードを見つけたり、出会ったモンスターを倒していく。お宝やガラクタは、ダンジョンのボスを討伐すると、ベルに換算されてベルが貯まる仕組みであるが、ダンジョンの途中でダンジョンから脱出すると、入手出来ない。カードは見つけたらその場でもらえる。
ダンジョンの途中で、キングやレアキング、イビルモンスターと呼ばれる大型モンスターと出会うことがある。キングは２時間、レアキングとイビルモンスターは30分以内に倒さなければ逃げ去る仕組み。大型モンスターと出会ったら、助っ人を9人まで呼ぶことが出来る。自分と助っ人の最大10人で協力して大型モンスターを討伐すると、通常のダンジョンでは得ることができないハンターやアイテムを入手することが出来る。

## ハンターカード
プレイヤーの分身となるキャラクターカード。キャンペーン用のプロモーションカードはスペシャルカード枠に入り、売却やトレード、強化素材にはできない。また、イベントダンジョンでパートナーとなったハンターは強化は一切できない。(技は強化可能)

### 名前
カードの絵柄にひもづく名前。プレイヤーが変更することはできない。同じキャラクターでもレアリティごとに名前が異なってくる。
例（ラインハルト）
「R」……聖夜王子ラインハルト
「SSR」……軍神ラインハルト
「SSSR」……雷轟軍神ラインハルト

### レアリティ
カードの希少性を示している。現在ドリランドには以下のレアリティが存在する。
- 「N」……ノーマルカード
- 「R」……レアカード
- 「SR」……スーパーレアカード
- 「SSR」……ダブルスーパーレアカード
- 「SSSR」……トリプルスーパーレアカード

### 特殊ハンター
討伐ハンター
キング・レアキング・イビルモンスターに大幅なダメージを与えることができるカード。それぞれに有効なカードの他に、3種類のモンスターに大幅なダメージを与えられるマルチハンターというカードが存在する。入手方法は「キング討伐ガチャ」「ゴールドガチャ」の2種類。イベントなどによっては「ノーマルガチャ」からも入手できる。
限定ハンター
イベントごとに用意される限定カード。イベントが終了すると、二度と入手することが出来ない。キング・レアキングではお楽しみ袋の中から出現し、イビルモンスターはLv.10を討伐すると入手することが出来る。この他にも、イベントの到達報酬やキング祭りのポイント到達報酬などでも入手することが出来る。
ダンジョンハンター
イベントダンジョンで力を発揮するカード。ダンジョンの進行速度が多くなる効果を持つカードや、パートナーとなるハンターが貰う経験値の数が増える効果を持つカード、オーガモンスターに大幅なダメージを与えることが出来るカードなどが存在する。

## 用語

### 通常用語
アイテム
武器や回復アイテムなどのサポート用カード。
探検
その他のソーシャルゲームの『クエスト』に該当。ただし他ゲームとは違いスタミナ（行動力）は減るが戦闘やエリアごとのボス戦でしか経験値は得られない。
お宝
探検で得られるアイテム。探検をクリアするとベルに換金され、図鑑に収録される。
ガラクタ
探検で得られるアイテム。探検をクリアするとベルに換金される。
ベル
ドリランドでの通貨。ハンターの強化やチームの結成費用として使用される。主に、ハンターカードを売却したり、探検をクリアしたり、レアキングを討伐したりすることで得ることが出来る。
強化
ハンターカード同士を合成させることで強化できる。月の終わりから翌月の初めにかけてレア・Sレア・SSハンターを素材にすると3倍強化できるキャンペーンも行われている。
スタミナ
ダンジョンを進めるのに必要なエネルギー。難易度が高いダンジョンほど、必要となるスタミナは多い。仲間が増えるごとに最大値が増加し、解除すると減少する。
フォース
キングモンスターとの戦闘やバトル時に必要となるエネルギー。必要となるフォースはハンターごとに異なる。スタミナと同じく仲間が増えるごとに最大値が増加する。逆も同じ。
レベル
一定の経験値に達すると上昇する。上昇するたびにHPが50ずつ上昇し、スタミナとフォースが全回復する。
仲間
レベルが上がると仲間の上限が上昇する。また、仲間が増えるとスタミナとフォースの上限が上昇する。
チーム
プレイヤーは自分でチームを作るor既に別のプレイヤーが作成したチームに加入することが出来る。チームを作る際は10万ベルが必要。チームではガーディアンという生き物を育成する。ハンターやアイテムカードを与えることで、育成できる。また、育成したガーディアンを他チームと競い合わせるイベントも行われた。
覚醒
一部のカードのみ、覚醒出来る。覚醒すると絵柄が変わり、攻撃、防御のステータスも覚醒前より強くなる。また、技も発動率が10%上昇する。覚醒の条件は、「対象のカードレベルMAX」かつ「技レベル5以上」である。
進化
一部のカードに進化のオーブを合成することで、進化する。進化するとレアリティが一つ上に上がり、攻撃、防御のステータスも進化前より強くなる。技もSRカードからSSRカードに進化する場合に限り単体技から全体技へと進化する。進化の条件は「対象のカードレベルMAX」かつ「進化のオーブ使用」となる。不定期に、どのカードレベルからでも進化できるキャンペーンも行われている。
ソウル
2014年10月より登場したアイテム。キングモンスター討伐時に稀に出現し、それをソウル進化ハンターと呼ばれるハンターに与えることで様々なアビリティが得られる。ソウル進化の条件を満たしていると、レアリティが進化する。必要となるソウルはレベルにより異なる。イベントでも入手できる。

### イベント用語
キングモンスター
一定の確率で遭遇する最強モンスター。一人で倒せない場合は仲間に援護することもできる。発見して討伐に成功した場合はハンターカードが2枚得られ、他人が発見したモンスターに参加して討伐に成功した場合は1枚得られる。討伐の制限時間は2時間。
レアキング
キングモンスターよりも強いモンスター。特徴としてHPがかなり高い。発見して討伐に成功した場合は、レア以上確定ハンターカード2枚・10万ベルが、他人が発見したモンスターに参加して討伐に成功すると、レア以上確定ハンターカード1枚・10万ベルが貰える。討伐時間は30分。遭遇条件はプレイヤーLv.10以上。
イビルモンスター
キングモンスターを5体（初戦の場合は3体）討伐すると遭遇するモンスター。討伐時間はレアキングと同様。発見して討伐に成功した場合は、レア以上確定ハンターカード2枚が、他人が発見したモンスターに参加して討伐に成功すると、レア以上確定ハンターカード1枚が貰える。討伐すると討伐報酬、更にレベル別報酬を得られる。
キング祭り
過去に討伐したはずのキングモンスターが復活し、再びドリランド内で暴れだす。復活するキングは三種。最初はキングを討伐した回数に応じて報酬が貰える仕組みだったが、途中からポイント制に変更された。また、キング祭りでは三種のキングを混ぜ合わせた「最凶キング」が出現する。レアキングと同じ条件だが、レアキングよりも強い。キング祭りでは過去のそれぞれのキングに対応した討伐ハンターが元の威力を取り戻す。
イベントダンジョン
イベント期間中に登場する限定ダンジョン。一部ダンジョンによってはパートナーとなるハンターも存在し、ダンジョンを進めてレベル40までレベルを上げる必要がある。レベル40達成後はそのパートナーとなったハンターカードがプレゼントされる。
盗賊団
ドリランドに時々に現れては、お宝を盗んで行く。イベントでは盗賊団と攻撃、防御のバトルをして、盗賊団から盗まれたお宝を取り返す。取り返したお宝の数によって報酬が貰える。勝利時にサポートゲージが上昇し、100％時に勝利するとお宝が大量に貰える。尚、盗賊団とのバトルではフォースを消費しない。
海賊団
アニメとの連動イベントとして登場した。基本的なルールは盗賊団と同じ。
ハンターコンテスト
ドリランド内の全ハンター（一部を除く）が対象。ひとことを書いてハンターソウルを貰ったり、ダンジョン内で拾ったりして集める。ハンターソウルの合計Ptでランキングを付ける。ランキング上位のハンターはキング、レアキングに最大五倍のダメージを期間限定で与えることができる。
武神降臨祭
バトルの神様、武神がドリランドにやってきた！イベントでは、武神に一度の戦闘でどれほどのダメージを与えられるかを競い合う。それぞれミッションが用意され、ミッションをクリアしないと次のミッションに進めない。バトルにフォースの消費はなく、自分の最強のデッキでバトルをしていく。イベントには「武神競技戦」と「天下無双戦」の二種類があり、それぞれに参加条件がある。また、ドリランドで初めてランキングを取り入れたイベントとなる。
アニメ連動キャンペーンガチャ
第一回（13～20話）、第二回（29話～）
アニメ連動キャンペーンとして登場した。アニメ内に出てくるキャラクターをカードにしたものが入手できる。ガチャを回すには放送中に流れるキーワードを入力するか、毎週行われるひとことキャンペーンで入手した専用のガチャチケットが必要。システムはパッケージガチャ制 となっており、毎週3枚ずつ 入手できればイベント終了までに全てのカードを手に入れることが可能。

## ドリランド 魔王軍vs勇者!
『ドリランド 魔王軍vs勇者!』は、2013年7月29日よりYahoo! JAPANとグリーの合弁会社であるジクシーズの第1弾タイトルとして提供を開始したソーシャルゲーム。探検ドリランドのスピンオフで、パーティを組んで魔王を倒す旅に出るRPG。2015年6月26日よりマイネットが配信権を買収し単独運営、2021年3月サービス終了。

## ネットカードダス
テレビアニメ第2作にあわせ、オンラインカードゲーム『ネットカードダス 探検ドリランド』が2013年7月よりリリース。ネットカードダスとしてはソーシャルゲーム発のキャラクターを使った初の試みとなる。第1弾『-激炎の章-』が2013年7月12日に、第2弾『-輝水の章-』が同年10月26日に発売された。2014年4月7日を以ってサービス終了。

## アニメ
東映アニメーションによりアニメ化され、テレビ東京系で放映された。
- 探検ドリランド（2012年7月7日 - 2013年3月30日）
  - アニメ第1作。ハンターに憧れるエルア国の姫・ミコトが主人公。アニメ第2作との区別のためGREE公式サイトでは「ミコト篇」としている。
- 探検ドリランド -1000年の真宝-（2013年4月6日 - 2014年3月29日）
  - アニメ第2作。GREE公式サイトでは「1000年の真宝篇」としている。第1作から1000年後が舞台。ハンターに憧れる少年ハガンが主人公。第1作の主人公・ミコトも登場する。